# Мазур Олег Володимирович
Оле́г Володи́мирович Ма́зур (позивний «Твікс»; 13 травня 1996, с. Піски, Львівська область — 19 травня 2022, Ізюмський район, Харківська область) — український футболіст, військовослужбовець (солдат), розвідник-снайпер 132 ОРБ Збройних сил України, учасник російсько-української війни. Кавалер ордена «За мужність» III ступеня (2023, посмертно).

## Життєпис
Олег Мазур народився 13 травня 1996 року в селі Піски, нині Великолюбінської громади Львівського району Львівської области України.
Закінчив Львівський державний університет фізичної культури імені Івана Боберського.
Захоплювався футболом, випускник дитячо-юнацької спортивної школи «Карпати» № 73. 2009 року переміг у традиційному турнірі пам'яті Володимира Вараксіна. До 17 років був гравцем ФК «Карпати», потім грав у дорослих лігах у збірних «Галичина», «Звенигород», «Лапаївка», «Рудно».
У 2016 році вступив до лав Збройних сил України. Служив чотири роки у 80-й окремій десантно-штурмовій бригаді. Від 2020 — розвідник-снайпер 132-го окремого розвідувального батальйону. Загинув 19 травня 2022 року в Ізюмському районі на Харківщині.
Похований на Полі Почесних поховань 86-А Личаківського цвинтаря.

## Нагороди
- орден «За мужність» III ступеня (7 квітня 2023, посмертно) — за особисту мужність, виявлену у захисті державного суверенітету та територіальної цілісності України, самовіддане виконання військового обов'язку[2].

## Вшанування пам'яті
Постать Олега представлена у фотовиставці «Янголи спорту» Спортивного комітету України.
У 2023 році український сноубордист Михайло Харук присвятив свою перемогу на Всесвітній зимовій Універсіаді в американському Лейк-Плесіді другу Олегові Мазуру.